# Топориковые
Топориковые, или рыбы-топорики (лат. Sternoptychidae), — семейство глубоководных морских рыб из отряда стомиеобразных (Stomiiformes), включающее 2 подсемейства с 10 родами и 73 видами. Название семейства происходит от греч. στέρνον — грудь, и πτύξ — складка, сгиб. Распространены в тропических и субтропических водах Атлантического, Индийского и Тихого океанов. Населяют средние слои глубоководных районов. Длина тела составляет от 2 (Polyipnus bruuni, Polyipnus danae, Valenciennellus carlsbergi) до 14 см (Argyripnus iridescens). Туловище очень высокое, сильно уплощённое с боков, хвостовой стебель резко сужается к хвостовому плавнику. На брюшной стороне имеется острый киль. Общая окраска большинства видов ярко-серебристая с синеватым металлическим блеском и более тёмной, иногда почти черной, спиной. На нижней части тела расположены фотофоры: по одному ряду с каждой стороны вдоль брюшка и группами по нескольку штук немного выше. Они излучают зеленоватый свет, который из-за строения фотофоров направлен вниз, делая рыбу почти невидимой при взгляде снизу на фоне света, доходящего с поверхности океана. Глаза большие, у видов рода Argyropelecus, кроме того, телескопические, смотрящие вверх. Жировой плавник маленький.